# Taurisano
Taurisano là một đô thị và thị xã của Ý. Đô thị này thuộc tỉnh Lecce trong vùng Apulia. Taurisano có diện tích 13 km2, dân số theo ước tính năm 2005 của Viện thống kê quốc gia Ý là 12.463 người. Taurisano là nơi sinh của nhà triết học Giulio Cesare Vanini.
Các đơn vị dân cư:
Đô thị Taurisano giáp với các đô thị: Acquarica del Capo, Casarano, Ruffano và Ugento.